# Thunia alba
Thunia alba är en orkidéart som först beskrevs av John Lindley, och fick sitt nu gällande namn av Heinrich Gustav Reichenbach. Thunia alba ingår i släktet Thunia och familjen orkidéer.

## Underarter
Arten delas in i följande underarter:
- T. a. alba
- T. a. bracteata

## Bildgalleri

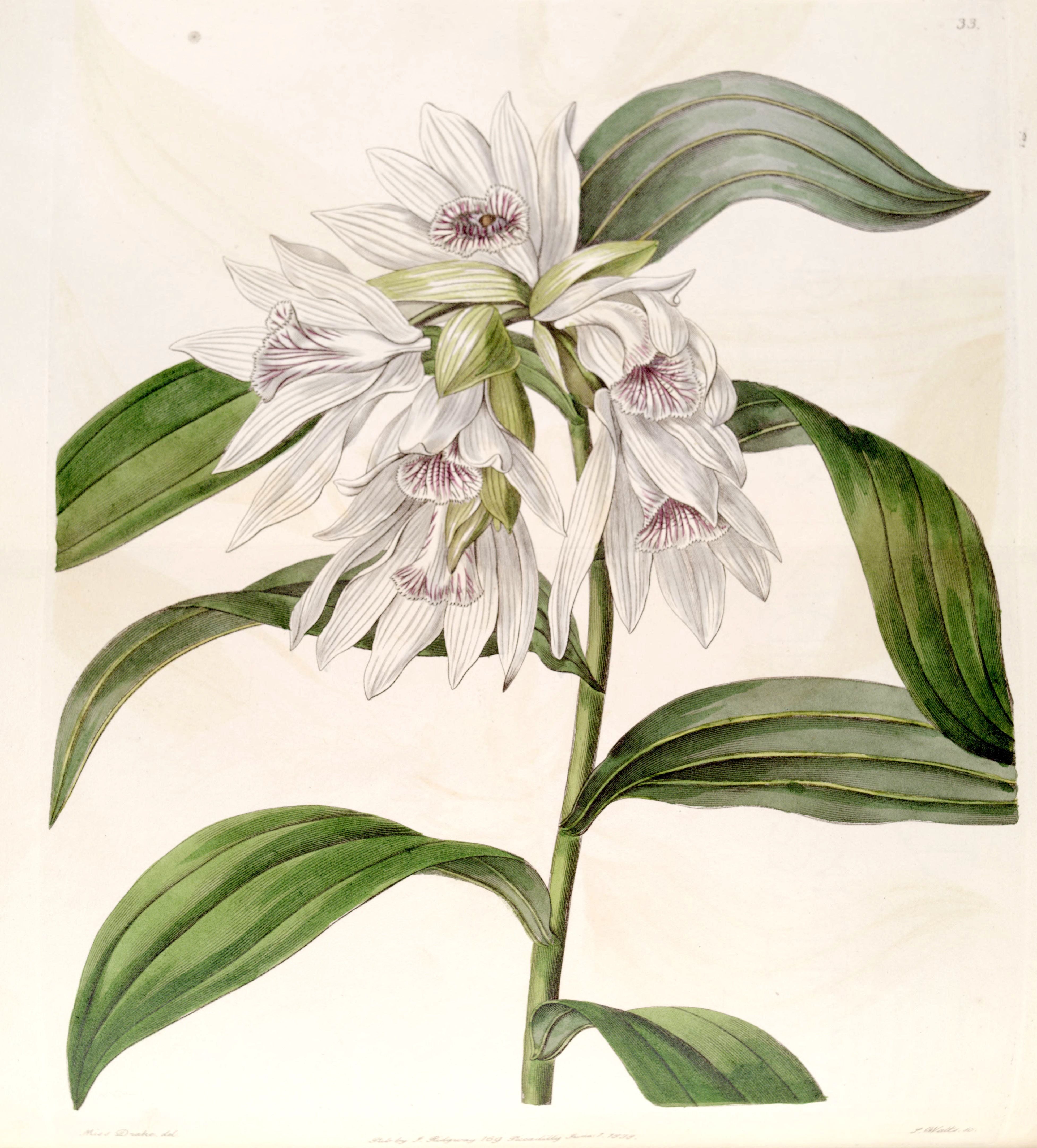
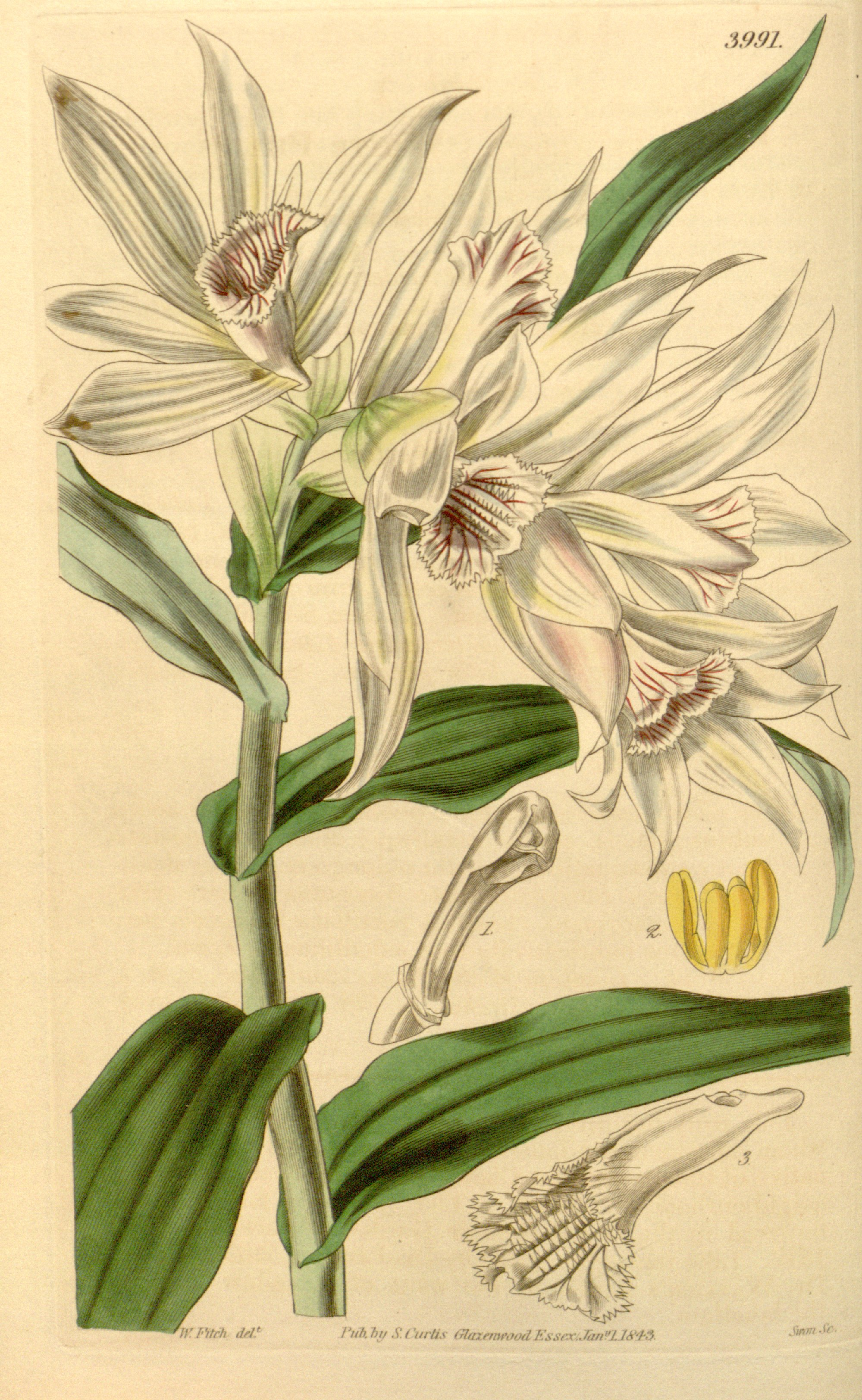
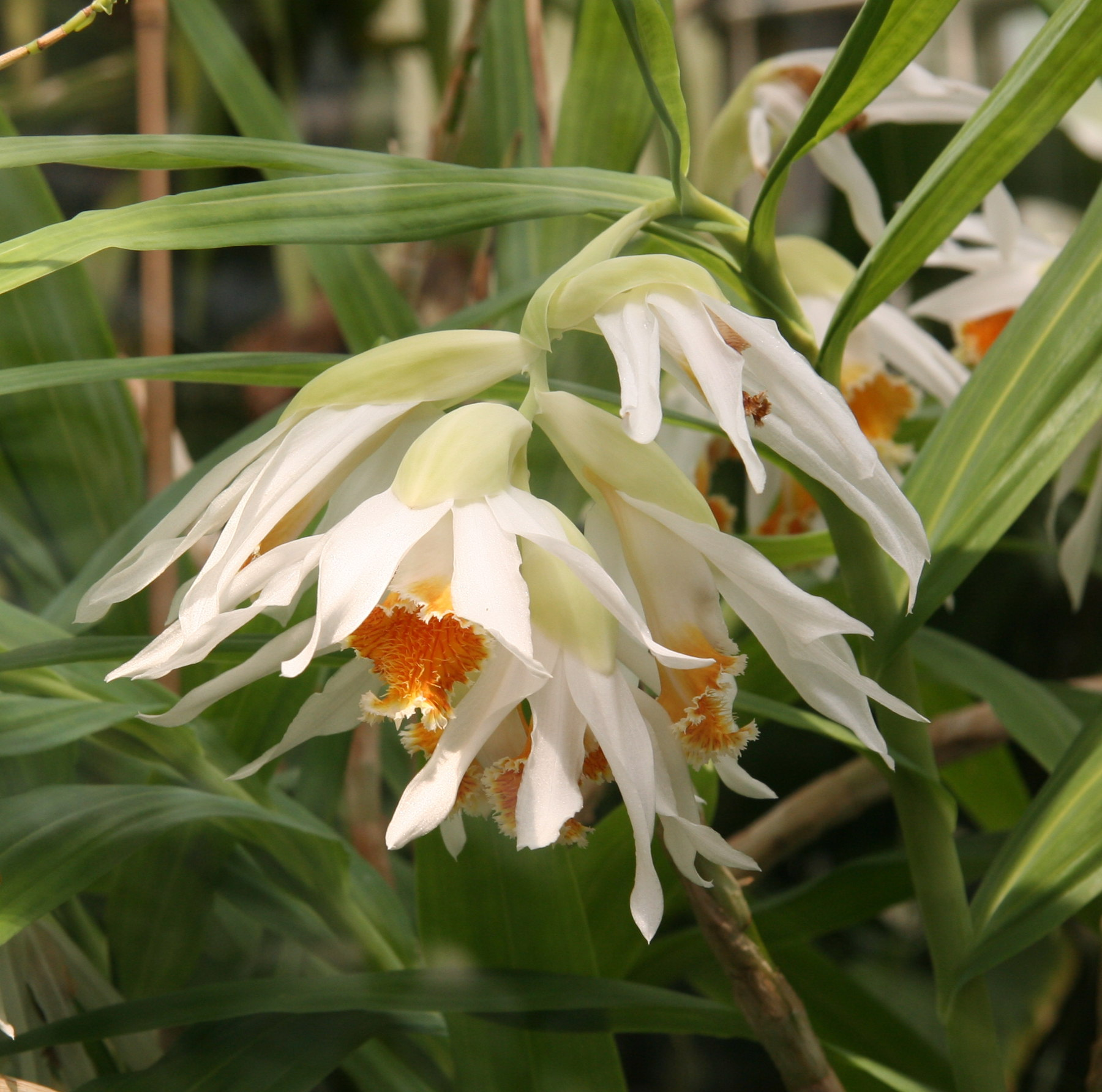
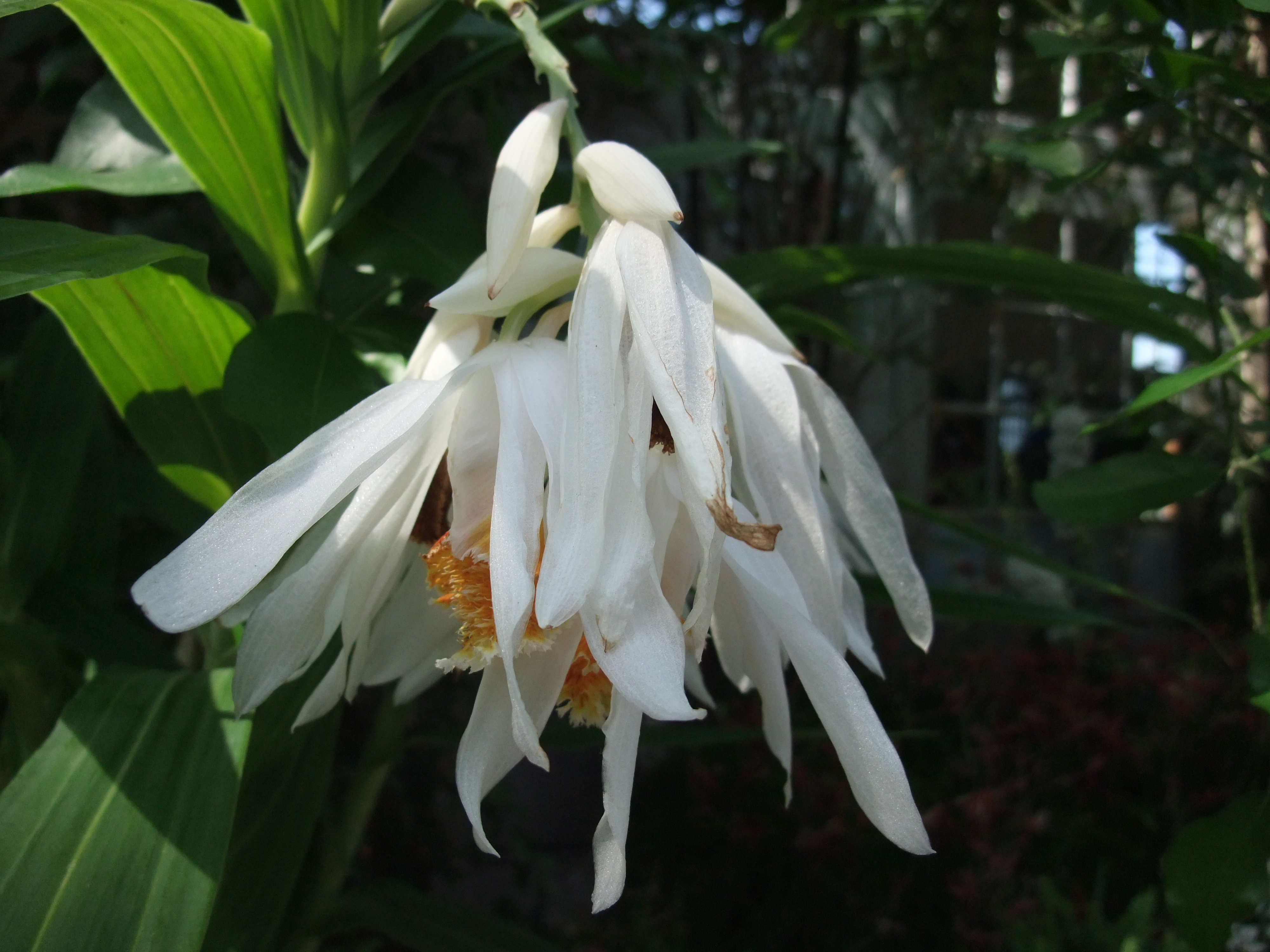